# Seilschiff
Ein Seilschiff zog sich mit Hilfe einer Winde, die von einer Dampfmaschine angetrieben wurde, an einem Seil im Fluss bei der Bergfahrt voran. Dabei wurden bis zu 15 Schleppkähne gezogen. Diese Methode wurde auf dem Rhein, der Havel, Spree, Donau und Oder mit unterschiedlichem Erfolg eingesetzt.

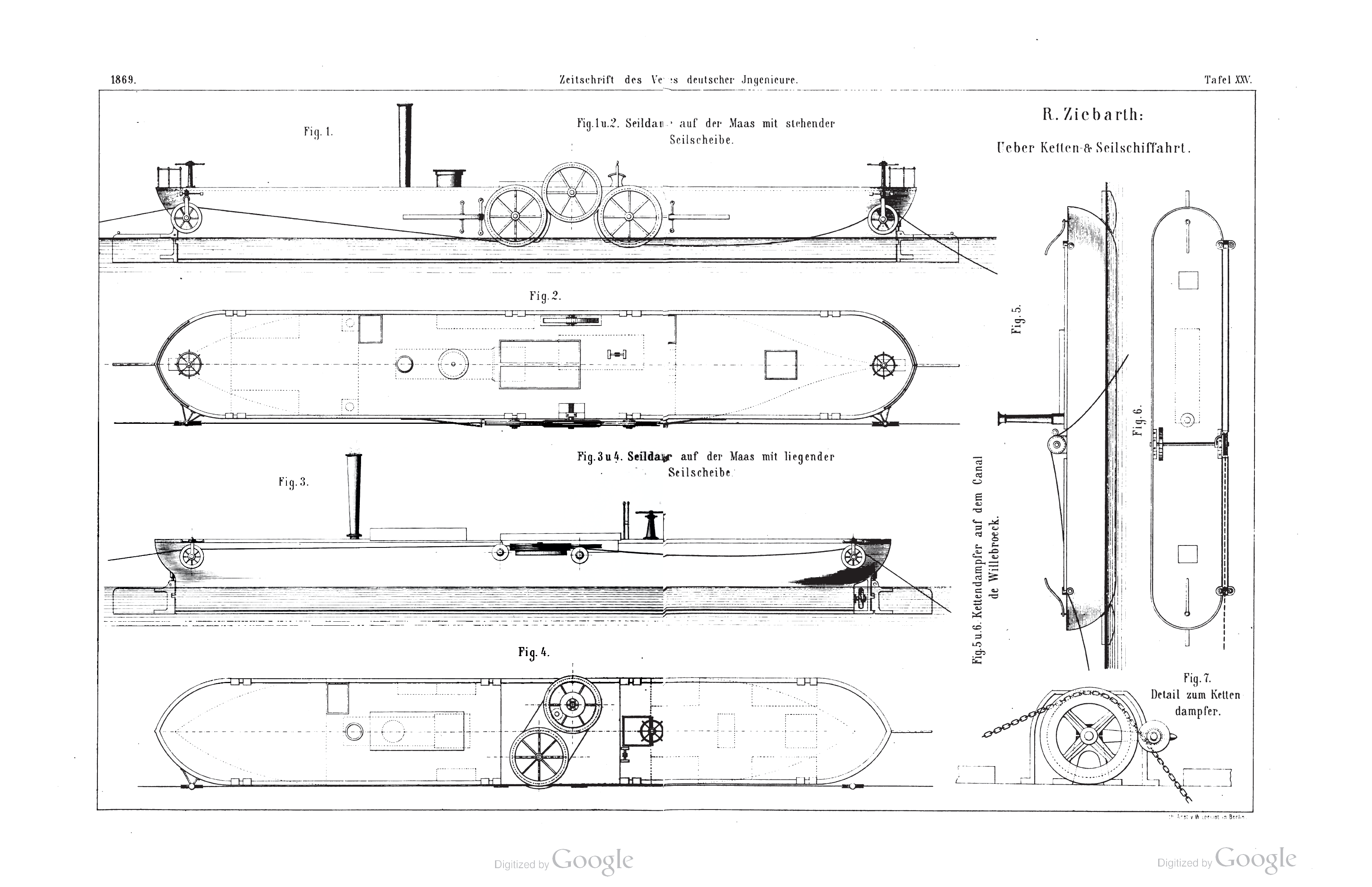
Seilschlepper mit seitlichem Seilapparat

Verschiedene Arten von Seilscheiben, Mitte rechts:Klappentrommel

## Entwicklung
Auf den Flüssen wurde vor dem Einsatz von Antriebsmaschinen überwiegend getreidelt. Mit Erfindung der Dampfmaschinen lösten Schleppdampfer Menschen, Ochsen oder Pferde als Zugkraft ab. Kettenschlepper oder Seilschlepper hatten einen geringeren Kohlenverbrauch, da kein Schlupf zwischen dem Rad bzw. Propeller und Wasser auftrat. Diese Technologie der Seildampfschlepper, die auch als Tauer bezeichnet wurden, fand schon lange Anwendung bei Flussfähren. In Belgien, Frankreich und USA waren sie verbreitet, um mit speziellen Schiffen Schleppkähne flussaufwärts zu ziehen. Diese Technologie wurde um 1866 von Baron de Mesnil und Baron van Havre (belgische Attaches in Washington) in den USA auf dem Eriekanal mit technischer Unterstützung von Max Eyth, einem schwäbischen Ingenieur der englischen Maschinenfabrik Fowler (Hersteller von Dampfpflügen), erprobt und vorangetrieben. 1868 wurde diese Methode auf der Maas realisiert und ab 1870 erfolgte die Einführung auf dem Rhein, da die ursprünglich geplante Kettenschifffahrt sich nicht verwirklichen ließ. Das lag an den besonders kritischen Flussabschnitten mit engen Windungen und reißenden Strömungen, in denen die Kettenschleppdampfer den entgegenkommenden Flößen und Schleppzügen nicht weit genug ausweichen konnten. Das Hauptziel war, den Kohlenverbrauch der Dampfmaschinen im Vergleich zum Schleppdampfer zu reduzieren und dadurch die Transportkosten besonders für Massengüter wie Kohle, Erz und Stahl zu reduzieren.

## Seilschleppdampfer
Die ersten Seilschiffe oder besser Seilschleppdampfer für den Rhein wurden um 1870 von Ewald Berninghaus und der Ruhrorter Werft der Guten Hoffnungshütte für den Preis von rund 30.000 Talern gebaut. Die Dampfmaschinen für den Antrieb der zwei Propeller und den Seilapparat kamen von Escher Wyss AG und Gebrüder Sulzer (Schweiz). Das Herzstück dieser Schlepper war der Seilapparat, bestehend aus einer „Klappentrommel“ und drei Leitrollen, die an der Seite der Schiffe montiert waren. An der Entwicklung hatte Max Eyth einen wesentlichen Anteil. Die Klappentrommel hatte eine komplizierte Mechanik, sie wurde von einer Dampfmaschine angetrieben. Die Klappentrommel wurde von der Firma Fowler & Co., (Leeds, GB) geliefert, die sie ursprünglich für Dampfpflüge entwickelt hatte.

## Umsetzung auf dem Rhein
Die Einführung dieser Technologie auf dem Rhein wurde erschwert durch den Widerstand der Schleppreedereien, der Behörden, die die Konzessionen vergaben und den Deutsch-Französischen Krieg von 1870–1871. Geplant war, dass sich die Tauer mit den Schleppkähnen flussaufwärts am Seil hochzogen und flussabwärts mit den beiden Propellern fuhren. Technische Schwierigkeiten bereitete der Fährverkehr, da nur wenige Brücken über den Rhein existierten. Die meisten Fähren wurden mit Hand- oder Dampfwinden an Seilen oder Ketten über den Strom gezogen. Diese Seile oder Ketten kollidierten natürlich mit den längs im Fluss liegenden Seilen.
Im März 1873 begann die Seilschifffahrt auf dem Rhein und vom 1. Mai bis zum 27. Juni wurden von einem Tauer 15 Schleppzüge mit insgesamt 74 Schleppkähnen (234.370 Zentner Ladung) von Emmerich bis Duisburg mit 4 bis 5 km/h geschleppt. Die spezifischen auf den Kohlenverbrauch berechneten Schleppkosten betrugen 0,06 Pfennig pro Meile, für normale Dampfschlepper rechnete man bei gleicher Geschwindigkeit mit 0,33 Pfennig pro Meile über das Sechsfache. Allerdings sind die Seilkosten zu berücksichtigen, die erheblich waren, da das Seil etwa alle 5 Jahre erneuert werden musste. Die Ketten der Kettenschifffahrt waren teurer, hielten aber doppelt so lange. Das Drahtseil von Ruhrort bis Mannheim kostete rund 350.000 Taler, die Seile wurden von der Kölner Firma Felten & Guilleaume geliefert.

## Ende der Seilschlepper auf dem Rhein
Die Technologie wurde in dem Zeitraum von 1870 bis 1905 angewendet, wurde aber mit zunehmenden Verkehr von den anderen Schiffen als lästig empfunden. Bis zu 20 Seilbrüche pro Jahr, seil- oder kettengebundener Querverkehr, die Stromregulierung, die Umstellung von hölzernen auf eiserne und stählerne Schleppkähne und nicht zuletzt fallende Kohlenpreise führten dazu, dass die Seilschleppschifffahrt auf dem Rhein für diesen Zeitraum eine Übergangslösung blieb. Die Fortschritte in der Antriebstechnologie ermöglichten den Reedereien neue Lösungen, denn die Wirkungsgrade der Dampfantriebsanlagen wurden von 2 bis 3 % um den Faktor 5 bis 10 erhöht. Um den gleichen Faktor verringerten sich die spezifischen Brennstoffkosten. Die Größe und das Gewicht dieser Dampfantriebsanlagen nahm erheblich ab, die Wirkungsgrade der Propeller wurde gesteigert und auch die Schiffsform wurde auf geringere Widerstände optimiert. Damit konnten die Geschwindigkeiten der Dampfschlepper und der Frachtkähne mit eigenem Antrieb gesteigert werden.